# 요시노촌 (지바현)
요시노촌(吉野村)은 지바현 기미쓰군에 일찍이 존재했던 촌이다. 현재의 훗쓰시 북부에 해당한다.

## 역사
- 1889년 4월 1일 - 정촌제 시행에 의해 아마하군 요시노촌이 성립하였다.
- 1897년 4월 1일 - 아마하군이 통합에 의해 기미쓰군이 되었다
- 1937년 4월 1일 - 오누키정에 편입되어, 소멸하였다.

## 교통

### 철도
마을 내를 통과하지는 않지만 국철 (가사라즈선) (현 JR 우치보선)의 오누키역이 근처에 있었다.

## 관련링크
- 千葉県安房郡那古町 (12B0020030) - 歴史的行政区域データセットβ版